# Dicranomyia incisurata
Dicranomyia incisurata là một loài ruồi trong họ Limoniidae. Chúng phân bố ở miền Cổ bắc.